# 7th Sea (gioco di ruolo)
7th Sea è un gioco di ruolo con un'ambientazione di cappa e spada fantasy ambientato nel mondo fittizio di Terra, pubblicato dalla Alderac Entertainment nel 1999. Nel 2000 vinse l'Origins Award per il miglior gioco di ruolo del 1999. Sull'ambientazione è stato basato anche il gioco di carte collezionabili 7th Sea.
La pubblicazione del gioco di carte fu interrotta nel 2005 e successivamente anche il gioco di ruolo andò fuori stampa. Nel 2015 la Alderac Entertainment Group annunciò che avevano trasferito i diritti di pubblicazione della linea 7th Sea a John Wick Present, pur mantenendo diritti limitati per la pubblicazione di alcuni prodotti. Nell'aprile 2016 Wick lanciò una riuscita campagna su Kickstarter per la pubblicazione della seconda edizione del gioco di ruolo il 13 marzo 2016. Il 2 aprile 2019 la proprietà del gioco è stata trasferita alla Chaosium
La seconda edizione del gioco è stata pubblicata in italiano da Need Games!.

## Ambientazione
7th Sea è ambientato in un mondo fantasy basato sul XVII secolo europeo, diviso in nazioni equivalenti alle principali nazioni europee, ma in proporzioni esagerate. La stregoneria gioca una parte importante e ci sono molti tipi disponibili ai personaggi. La religione dominante, la fede in Theus e nei suoi profeti è basata su una forma di cristianità gnostica e ha un'organizzazione parallela all'inquisizione spagnola. Ci sono anche riferimenti ai Cavalieri templari, alla Massoneria e all'Invisible College.
Manuali successivi hanno introdotte altre zone dell'ambientazione basate sulle Mille e una notte (Crescent Empire), la Cina e gli Aztechi.

### Nazioni
- Avalon: basata sia sull'Inghilterra elisabettiana e sulle leggende del ciclo arturiano. La regina Elaine governa i Tre Regni (Avalon, Innismore e le Marche delle Highlands) dalla mistica città di Carleon usando il simbolo del Graal per rappresentare l'unità del regno. Vi abitano anche strane creature fatate.
- Castille: equivalente della Spagna all'epoca della Reconquista, Castille è un bastione della chiesa Vaticina (più gnostica che cattolica) il cui l'eroe El Vago combatte le ingiustizie dell'inquisizione.
- Commonwealth di Sarmathia: un equivalente dell'Impero austro-ungarico, privo di imperatore e con un forte accento balcanico.
- Eisen: equivalente dei vari stati regionali che avrebbero formato la Germania. In precedenza riuniti in un unico impero, ma al momento divisi da guerre interne e conflitti religiosi in una situazione analoga a quella della guerra dei trent'anni.
- Montaigne: un decadente impero simile alla Francia pre rivoluzionaria, governato dal re sole Leon Alexandre du Montaigne. Successivamente alla sanguinosa rivoluzione descritta nel supplemento The Montaigne Revolution diventa la prima repubblica in Théah.
- Ussura: corrispondente della Russia feudale all'inizio della modernizzazione e nel processo di transizione tra il governo ferreo del Gaius (analogo della Russia Ivan il Terribile) e di quella delle riforme di Caterina la Grande).
- Vestenmennavenjar: un misto delle culture olandesi e scandinave in scisma tra loro, divise tra le gilde mercantili e le tradizioni guerriere degli Vestenmannavnjar, omologhi dei vichinghi.
- Vodacce: un equivalente dell'Italia rinascimentale divisa in città stato in mano alle macchinazioni dei principi mercanti, ricca di intrighi e complotti. Geograficamente divisa in numerose isole.
- Cathay: l'analogo della Cina separato dal resto del mondo dal misterioso Muro di Fuoco.
- Crescent Empire: un impero basato sull'immaginario tradizionale del Medio Oriente.

### Società segrete
- The Knights of the Rose & Cross: un misto di Cavalieri templari con la società dei Rosacroce e un tocco di Massoneria che tentano di ispirare il popolo comune con i loro atti eroici.
- Die Kreuzritter: le Croci Nere sono i successori dell'Ordine teutonico che ha combattuto nelle Crociate ora impegnato in una guerra nascosta contro una minaccia aliena.
- Explorer's Society: gli archeologi ed esploratori di Théah che esplorano le antiche rovine dei Syrnet, più antiche della razza umana stessa.
- Invisible College: una società segreta di scienziati ispirata dalle associazioni del mondo reale che furono alla base della creazione della Royal Society. Lavora nel segreto per nascondersi dall'Inquisizione.
- Los Vagabundos (Los Vagos nella prima edizione): i seguaci di El Vago, l'analogo di Zorro, che lottano per la giustizia e la libertà in Castille, contro le persecuzioni dell'Inquisizione.
- The Rilasciare: una raccolta di anarchici che lottano per liberare le persone dall'autorità in ogni sua forma, sia diffondendo propaganda rivoluzionaria, sia con azioni terroristiche.
- Sophia's Daughters: un ordine segreto di sole donne, discendenti dagli antichi Sidhe (elfi), che usano i loro antichi poteri magici per lottare contro un'apocalisse che è stata profetizzata da Sophia, la loro leader.
- Novus Ordum Mundi: una collezione dei più malvagi membri della società, che da molti secoli tramano e manipolano gli eventi.
- The Rye Grin: una nuova organizzazione fondata durante la rivoluzione di Montaigne allo scopo di salvare gli innocenti dalla gigliottina.

## Storia editoriale
7th Sea fu il secondo gioco di ruolo pubblicato dalla Alderac Entertainment dopo La leggenda dei cinque anelli e utilizza anch'esso il Roll-and-keep system basato sull'uso di un dadi a dieci facce. Il gioco ricevette una buona accoglienza da parte della critica, ma John Wick, autore originale del gioco, abbandonò l'Alderac Entertainment nel 1999 in contrasto sul creative sul prodotto finale, che a suo parere non rifletteva in pieno l'ambientazione in stile Errol Flynn o Alexandre Dumas che aveva concepito. Inizialmente l'AEG pubblicò due collane di supplementi, Nations che descrive le nazioni dell'ambientazione e Secret Society, dedicata alla società segrete. Inoltre, alcuni dei supplementi aggiunsero all'ambientazione diversi nuovi elementi, tra cui un'estesa modifica all'origine della magia che ne dava un tono lovecraftiano che ne cambiò drammaticamente il tono. Completate le linee dedicate alle nazioni e società segrete l'AEG rivide lo stile della copertina della linea di gioco, ma la nuova collana non seguì una linea precisa.
Nel 2002 l'Alderac Entertainment ribattezzò la linea Swashbuckling Adventures e dopo aver pubblicato tre manuali per usare l'ambientazione con il d20 System, proseguì pubblicando manuali con statistiche di gioco doppie, sia per il d20 System sia per il Roll-and-Keep, proseguendo le pubblicazioni fino al 2005.
Nel 2015 John Wick acquisì i diritti dell'ambientazione dalla Alderac Entertainment attraverso la sua casa editrice, la John Wick Present fondata nel 2012 e il 10 febbraio 2016 lancia una campagna su Kickstarter per finanziare la pubblicazione della nuova edizione. La campagna si è chiusa con successo raccogliendo 1316813 $ su 30000 $ di obbiettivo iniziale e finanziando non solo il primo volume, ma anche una linea editoriale di nuovi supplementi.
Il nuovo manuale base della nuova edizione è stato pubblicato nel 2016. A questo sono seguiti due manuali che approfondiscono la descrizione delle nazioni e le loro caratteristiche e dei manuali dedicati alle altre regioni di Théa.
Il 2 aprile 2019 la proprietà del gioco è stata ceduta alla Chaosium, con John Wick che rimane come curatore editoriale della linea.

### Italia
In Italia la Need Games! ha tradotto la seconda edizione nel 2017, che è stata distribuita dalla Asterion (marchio di Asmodée Éditions), ottenendo anche il premio per il miglior gioco di ruolo dell'anno a Lucca. Oltre al manuale base è stato tradotto anche lo schermo del master, e i supplementi Nazioni Pirata,  Nazioni Di Thea vol. 1 e 2, Eroi & malvagi, Impero della Mezzaluna e Nuovo Mondo.

## Pubblicazioni

### Prima edizione
- Jennifer Wick, John Wick, Kevin Wilson (2000). 7th Sea Player's Guide. ISBN 1-887953-03-5. Il manuale base del gioco, contiene informazioni sui personaggi e sulle regole base.
- Jennifer Wick, John Wick, Kevin Wilson (1999). 7th Sea Game Master's Guide, AEG, 2000. Il secondo manuale base, contiene regole aggiuntive per il master, per esempio su veleni e inseguimenti. La maggior parte delle informazioni sulle nazioni sono state aggiornate nei singoli manuali sulle nazioni.
- Patrick Kapera, Rob Vaux, Jennifer Wick, Kevin Wilson, Ray Yand, 7th Sea Game Master's Screen. Lo schermo del master con allegati l'avventura The Lady's Favour, la prima avventura della campagna Erebus Cross e la descrizione della società segreta The Explorers' Society.
- Rob Vaux, Jennifer Wick, John Wick, Kevin Wilson, 7th Sea Compendium, AEG, 2000. Un supplemento in scarico gratuito che contiene le modifiche tra la prima e la seconda stampa dei due manuali base.
- The Nations: Ognuno dei manuali di questa serie descrive in dettaglio una nazione o area geografica, con informazioni sulla sua cultura, sui potenziali personaggi che vi si possono trovare, e con statistiche dettagliate su vari personaggi non giocanti e nuove scuole di scherma legate a quella cultura e altre regole aggiuntive, per esempio Montaigne contiene regole e suggerimenti per gli intrighi di corte e Vodacce regole sui veleni.
  - The Pirate Nations. Fu il primo libro ad andare fuori stampa, ma principalmente perché il suo contenuto è ripetuto o aggiornato da quello di Waves of Blood.
  - Rob Vaux, John Wick, Avalon, AEG, 1999.
  - Kevin Wilson, Montaigne, AEG, 1999.
  - Kevin Wilson, Eisen, AEG, 200.
  - Marcelo Figueroa, Patrick Kapera, Les Simpson, Castille, AEG, 2000. Descrizione del regno di Castille.
  - Ree Soesbee, Vodacce, AEG, 2000.
  - Ree Soesbee, Ussura, AEG, 2001.
  - Kevin P. Boerwinkle, Les Simpson, Vendel/Vesten, AEG, 2001. Vestenmennavenjar
- Le società segrete: alle società segrete fu dedicata una linea di libri che espandono la loro descrizione e aggiungono diverse nuove opzioni per i giocatori.
  - John Wick, The Knights of the Rose and Cross, AEG, 1999.
  - Rob Vaux, Rilasciare: The Free Thinkers, AEG, 2000.
  - Kevin Wilson, Die Kreuzritter, AEG, 2000.
  - Kevin P. Boerwinkle, Scott Gearin, Patrick Kapera e Les Simpson, The Invisible College. AEG, 2000.
  - Nancy Berman e Noah Dudley, Los Vagos, AEG, 2001.
  - Ree Soesbee, Sophia's Daughters, AEG, 2001.
  - Les Simpson, Marshall Smith, Churches of the Prophets, AEG, 2001. Descrive la storia della chiesa Vaticine e in particolare la Churces of Prophets.
  - Dave Reeves, The Adventurer's Society of Luthon, AEG, 2003. Pubblicato in PDF.
- Campagne e avventure
  - Rob Vaux, Scoundrel's Folly, AEG, 1999. La seconda parte dell'avventura The Erebus Cross, incominciata con l'avventura contenuta nello schermo del master.
  - Rob Vaux, The Arrow of Heaven, AEG, 1999. La terza e ultima parte di The Erebus Cross.
  - Cris Dornaus, Lee Garvin e Eric Vaubel, Mightier than the Sword. AEG, 2001. Due avventure indipendenti, la prima su un violinista a Montaigne, la seconda su in viaggio per mare seguendo le indicazioni di alcuni romanzi
  - Kevin P. Boerwinkle, Tangled Strands, AEG; 2001. Una minincampagna in quattro avventure pensate per poter essere inserite in mezzo a un'altra campagna o essere giocate una dopo l'altra.
  - Rob Vaux, Kevin Wilson, Freiburg, AEG, 2000. Pubblicato come set in scatola, descrive in dettaglio la città di Freiburg. Comprende inoltre la campagna Hammer and Tongs.
  - Villain's Kit, AEG, 1999. Un prodotto misto, che contiene un'avventura breve, la descrizione di una taverna, consigli su come creare avversari e scenari per combattimenti in luoghi interessanti (la taverna, un teatro, ecc.).
- I Blue Books
  - Nancy Berman, Kevin P. Boerwinkle, Crescent Empire. AEG, 2002. Descrizione del Crescent Empire
  - Dana DeVries e Rob Vaux, Waves of Blood, AEG, 2002. Aggiorna la trama del gioco di ruolo a quella sviluppata dal gioco di carte collezionabili. Inoltre ripete e aggiorna le informazioni di The Pirate Nations.
  - Dana Devries, Peter Flanagan, BD Flory, Les Simpson, Eric Steiger, Rob Vaux e Kevin Wilson, The Montaigne Revolution. Un almanacco che dettaglia gli eventi del 1668 dell'ambientazione, compresa la rivoluzione di Montaigne, che dà il titolo al manuale.
  - Les Simpson, Marshall Smith, The Church of the Prophets, AEG, 2001. Informazioni sulla chiesa vaticina (l'equivalente della chiesa cattolica dell'ambientazione) e i suoi scismi.
  - Steve Crow, Swordsman's Guild, AEG, 2002. Nuove scuole di scherma e dettagli su NPC e la storia della Swordsman's Guild.
- Swashbuckling Adventures: i primi tre libri della linea forniscono le regole, classi, magie e l'ambientazione per il d20 System. I rimanenti sono contengono statistiche sia per il Roll & Keep sia per il d20 System.
  - Swashbuckling Adventures, AEG, 2002, The d20 core book detailing the basic world of Théah and the various character classes and new feats available.
  - Nancy Berman, Kevin P. Boerwinkle, Steve Crow, Dana DeVries, Noah Dudley, B.D. Flory, Andrew Getting, Jim Pinto, Les Simpson, Rob Vaux, Erik Yaple, Heroes, Villains and Monsters, AEG, 2002.
  - Swashbuckling Arcana, AEG, 2002, The third and final pure d20 release details the various sorceries and magics available in Théah.
  - Kevin P. Boerwinkle, Lisa Campell, Sharon Cohen, Dana DeVries, Peter Flanagan, Ty Hammontree, Cynthia Roenic, John Stringfellow, Rob Vaux e Rob Wieland, Islands of Gold: The Midnight Archipelago, AEG, 2002. Supplemento geografico che dettaglia la zona del Midnight Archipelago.
  - Peter Flanagan, Explorer's Society, AEG, 2003.
  - Kevin P. Boerwinkle, Lisa Campbell, Dana DeVries, Noah Dudley, B.D. Flory, Martin Hall, Andrew Peregrine, Cynthia Roedig, John Stringfellow, Rob Vaux e Rob Wieland, Strongholds and Hideouts, AEG, 2003. Collezione di descrizioni di luoghi mistici e mondani da usare nelle avventure.
  - Nancy Berman, Kevin P. Boerwinkle, Cathay, Jewel of the East, AEG, 2003.
  - Ken Carpenter, Dana DeVries, Peter Flanagan, Martin Hall, Ty Hammontree, Bill LaBarge e Andrew Peregrine, Ships and Sea Battles, AEG, 2003.
  - Nancy Berman, Kevin P. Boerwinkle, Loren Dean, Dana DeVries, Noah Dudley, Charles Ladesich, Patrick Parrish, Andrew Peregrine e Rob Wieland, The Sidhe Book of Nightmares, AEG, 2003. Un libro dedicato ai Sidhe, comprende regole per usarli come personaggi.
  - Kevin P. Boerwinkle, Dana DeVries, Noah Dudley, Martin Hall, Charles Ladesich, Patrick Parrish, Andrew Peregrine, Jim Pinto, Les Simpson, Rob Wieland, Mark Woodward, Knights & Musketeers, AEG, 2003. Nuovi oridini cavallereschi.
  - Dana DeVries e Patrick Parrish, Rapier's Edge, AEG, 2004. L'ultimo libro stampato della linea, una collezione di avventure per ogni nazione e società segreta. Aggiorna il metaplot fino al 1675.
  - Dana DeVries, Nikolas Panagiotopoulos, Mark Stanton Woodward, Die Kreuzritter Society Supplement, AEG, 2004. Aggiornamento di Die Kreuzritter al d20 System. Pubblicato come PDF
  - Dana DeVries, The Fall of Derwyddon, AEG, 2004. Avventura pubblicata in PDF.
  - Nancy Berman, Dana DeVries e Mark Stanton Woodward, Knights of the Rose & Cross Society Supplement, AEG, 2003. Pubblicato solo in PDF
  - Dave Reeves e Mark Stanton Woodward, A Legacy of Faith, AEG, 2004. Descrive una base dei Die Kreuzritter (The Hospital of the First Witness) e una dei Knights of the Rose & Cross (The Fortress of Tor'Rosa) nel Crescent Empire. Pubblicato in PDF.
  - Patrick S. Parrish, Men and Gods, AEG, 2003. Avventura pubblicata in PDF.
  - Floyd Wesel, A Murder of Supplication, AEG, 2005. Avventura pubblicata in PDF.
  - Andrew Peregrine, Mark Stanton Woodward. Nobless Oblige: A Book of Courtly Intrigue, AEG, 2005. Nuove regole e meccaniche per interazioni sociali e la vita nelle corti nobiliari. Pubblicato in PDF.
  - Andrew Peregrine, Les Simpson, Mark Stanton Woodward, Ray Yand, Novus Ordo Mundi: The Masters of the Great Game, AEG, 2005. Pubblicata in PDF.
  - Martin Hall e Mark Stanton Woodward, The Vendel League, Book 1: The Alchemist's Guild, AEG, 2004. Pubblicato in PDF
  - Andrew Peregrine, The Vendel League, Book 2: The Jenny's Guild, AEG, 2004.

### Seconda edizione
- Michael Curry, Mike Curry, Jess Heinig, Rob Justice e John Wick, 7th Sea, John Wick Present, 2016
- The Crescent Empire, John Wick Present, 2017.
- Pirate Nations, John Wick Present, 2017.
- Nations of Théah: Volume 1, John Wick Present, 2017. Approfondisce Avalon, Castille, Montaigne e Vestenmennavenjar per la seconda edizione.
- Nations of Théah: Volume 2, John Wick Present, 2017. Approfondisce Eisen, The Sarmatian Commonwealth, Ussura e Vodacce.
- Lands of Gold and Fire, John Wick Present, 2018.
- The New World, John Wick Present, 2018.

## Fumetti
Nel 2001, Studio G ha pubblicato due fumetti: 7th Sea – Absolution e 7th Sea: Prelude to Ruin.